# Фридрих (Насау-Вайлбург)
Вижте пояснителната страница за други личности с името Фридрих.
Фридрих фон Насау-Вайлбург (на немски: Friedrich von Nassau-Weilburg; * 26 април 1640, Мец; † 8 септември 1675, Вайлбург) от валрамската линия на Дом Насау е граф на Насау-Вайлбург от 1655 (1663) до 1675 г.

## Живот
Той е син на граф Ернст Казимир (1607 – 1655) и съпругата му графиня Анна Мария фон Сайн-Витгенщайн-Хахенбург (1610 – 1656), дъщеря на граф Влхелм II фон Зайн-Витгенщайн(1569 – 1623) и графиня Анна Отилия фон Насау-Вайлбург (1582 – 1635). Внук е на граф Лудвиг II фон Насау-Вайлбург (1565 – 1627) и ландграфиня Анна Мария фон Хесен-Касел (1567 – 1626), дъщеря на ландграф Вилхелм IV фон Хесен-Касел (1532 – 1592) и принцеса Сабина фон Вюртемберг (1549 – 1581). Брат е на Мария Елеонора (1636 – 1678), омъжена през 1660 г. за граф Казимир фон Еберщайн († 1660).
Фридрих живее първо в Мец, където фамилията му бяга преди Тридесетгодишната война. След войната фамилията се връща в разрушената страна, която Фридрих наследява през 1655 г. Първо той е под опекунството на чичо му Йохан фон Насау-Идщайн. С женитбата му през 1663 г. той става регент на страната.
От 1672 г. страната фактически е във война, когато той пада от кон и умира през 1675 г. Опекунството за децата му поема граф Йохан Лудвиг фон Насау-Отвайлер (1625 – 1690), син на чичо му граф Вилхелм Лудвиг фон Насау-Саарбрюкен.

## Фамилия
Фридрих се жени на 26 май 1663 г. в Бад Хомбург за графиня Кристиана Елизабет фон Сайн-Витгенщайн-Хомбург (* 27 август 1643; † между 19/29 април 1678), дъщеря на граф Ернст фон Сайн-Витгенщайн-Хомбург (1599 – 1649) и графиня Кристина фон Валдек-Вилдунген (1614 – 1679). Те имат децата:
- Йохан Ернст (* 13 юни 1664; † 27 февруари 1719), княз на Насау-Вайлбург (1675 – 1719), императорски генерал-фелдмаршал, ∞ на 23 март 1683 г. в Хомбург за графиня Мария Поликсена фон Лайнинген-Дагсбург-Харденбург (1662 – 1725)
- Фридрих Лудвиг (* 21 август 1665; † 14 август 1684), граф на Насау-Вайлбург, убит при обсадата на Офен, Будапеща
- Мария Кристиана (* 6 ноември 1666, Вайлбург; † 18 декември 1734, Вайлбург)